# 3M
3M Company, tên cũ là Minnesota Mining and Manufacturing Company, là một công ty đa quốc gia conglomerate Hoa Kỳ có trụ sở tại Maplewood, Minnesota, ngoại ô St. Paul.
Với 30 tỷ đô la doanh thu hàng năm, 3M sử dụng 90.000 nhân viên trên toàn thế giới và sản xuất hơn 65.000 sản phẩm, bao gồm: keo dán, vật liệu mài, sản phẩm ép, chất chống cháy thụ động, thiết bị bảo vệ cá nhân, nha khoa và các sản phẩm chỉnh răng, vật liệu điện tử, sản phẩm y tế, sản phẩm chăm sóc xe (phim chiếu mặt trời, chất đánh bóng, sáp, dầu rửa xe hơi, xử lý ngoài thân xe, chất chống ăn mòn cho nội thất và động cơ xe), mạch điện tử, phần mềm chăm sóc sức khoẻ và phim quang học. 3M hoạt động tại hơn 65 quốc gia bao gồm 29 công ty quốc tế với hoạt động sản xuất và 35 công ty với phòng thí nghiệm. Các sản phẩm 3M có thể mua qua các nhà phân phối và các nhà bán lẻ và trực tuyến trực tiếp từ công ty.